# Maja Tokarska
Maja Tokarska (Danzica, 22 febbraio 1991) è una pallavolista polacca, centrale del Legionovia.

## Carriera

### Club
Maja Tokarska inizia la sua carriera da pallavolista nelle giovanili della squadra della sua città natale, ovvero il Gedania: in seguito si trasferisce nello SMS PZPS Sosnowiec, in cui milita per tre stagioni.
Nella stagione 2008-09 inizia la sua carriera da professionista ritornando nel Gedania, tuttavia l'annata successiva cambia squadra, firmando con il PTPS di Piła.
Nella stagione 2010-11 veste la maglia del Gwardia Wrocław, in cui rimane per una sola annata, per passare poi per il campionato successivo all'Atom Trefl Sopot di Sopot, vincendo lo scudetto. Nella stagione 2012-13 viene ingaggiata dal Dąbrowa Górnicza, con cui riesce a conquistare la Supercoppa polacca e la Coppa di Polonia.
Nella stagione 2013-14 viene ingaggiata dall'AGIL di Novara, neopromossa nella Serie A1 italiana, anche se nella stagione successiva ritorna in patria nuovamente nella squadra di Sopot conquistando la Coppa di Polonia.
Nel campionato 2016-17 approda in Giappone, dove partecipa alla V.Premier League con le Hisamitsu Springs, vincendo la Coppa dell'Imperatrice. Nel campionato seguente si trasferisce invece in Turchia, disputando la Sultanlar Ligi col Beşiktaş.
Nella stagione 2018-19 fa ritorno in patria, ingaggiata dal Developres Rzeszów con cui disputa la Liga Siatkówki Kobiet; nell'annata seguente si trasferisce al Legionovia, sempre nel massimo campionato polacco.

### Nazionale
Nel 2010 riceve la prima convocazione in nazionale, con cui partecipa al Montreux Volley Masters; nel 2015 vince la medaglia d'argento ai I Giochi europei.

## Palmarès

### Club
- Campionato polacco: 1

2011-12
- Coppa di Polonia: 2

2012-13, 2014-15
- Coppa dell'Imperatrice: 1

2016
- Supercoppa polacca: 1

2012

### Nazionale (competizioni minori)
- Giochi europei 2015

### Premi individuali
- 2013 - Coppa di Polonia: Miglior muro